# Mexuar
Le Mexuar (en arabe : مشور‎) est l'un des palais de l'Alhambra de Grenade, en Espagne.

## Situation
Le Mexuar se situe dans la partie occidentale de l'Alhambra, immédiatement au nord du palais de Charles Quint. Il ne subsiste que sa partie orientale, adossée au palais de Comares, le reste étant réduit à l'état de vestiges archéologiques.

## Histoire
Le palais est construit principalement sous le règne d'Ismaïl Ier (1314-1325) et abrite l'administration, les bureaux de la justice ainsi que les réunions du conseil. Il fait l'objet de nouveaux aménagements sous Mohammed V.
Après la conquête chrétienne, le Mexuar est profondément transformé, notamment sa salle principale qui est reconvertie en chapelle au XVIe siècle. Pedro Machuca, architecte du palais de Charles Quint, habite dans une partie de l'édifice, aujourd'hui disparue, à laquelle il laisse son nom.

## Architecture
La cour de la Mosquée, la plus à l'ouest, doit son nom à l'ancienne mosquée construite par Ismaïl Ier et dont seuls quelques vestiges sont conservés. Elle est contiguë avec la cour de Machuca qui comprend une galerie à arcades sur le côté nord, établie sur la muraille extérieure de l'Alhambra, ainsi que la tour de Machuca.
L'intérieur du bâtiment à l'est comprend principalement une vaste salle dont le plafond ornementé est soutenu par quatre colonnes. Les soubassements des murs sont décorés de céramiques aux motifs géométriques colorés. Elle communique au nord avec un oratoire dont les ouvertures donnent la vue sur le quartier de l'Albaicín et qui comprend encore son mirhab. 
Enfin au nord-est s'élève la cour du Mexuar, dallée de marbre et ornée au centre d'une petite fontaine, qui est bordée au nord par un portique à trois arches précédant la « chambre dorée », dont le plafond de bois est décorée de motifs de feuilles d'or. Sur le côté sud s'élève la façade du palais de Comares, à l'élégante décoration sculptée, percée de deux portes, au-dessus desquelles s'ouvrent des fenêtres garnies de jalousies en bois. L'ensemble est couronné par un auvent en bois de cèdre orné de motifs végétaux.